# Линейные корабли типа «Эльзас»
«Эльзас» (фр. Alsace) — тип линейных кораблей французского флота планировавшихся к постройке перед началом Второй мировой войны. Являлись развитием линейных кораблей типа «Ришельё». К их проектированию приступили в 1940 году в ответ на ставшие известными планы строительства Германией линейных кораблей типа «H» и продолжение строительства Италией линейных кораблей типа «Литторио». Рассматривалось три варианта со стандартным водоизмещением 40 000, 42 500 и 45 000 тонн и вооружением соответственно 9 380-мм, 9 406-мм, 12 380-мм орудий. 15 апреля 1940 года французский парламент одобрил постройку четырех линкоров типа «Эльзас»; корабли должны были называться «Эльзас», «Норманди», «Фландр» и «Бургонь». До поражения Франции руководство флота не успело определиться с выбором проекта, но предполагалось строительство четырех линкоров данного типа.